# Midécamycine
La midécamycine est une molécule antibiotique, de la classe des macrolides.

## Mode d'action
La midécamycine inhibe la synthèse protéique bactérienne par fixation au ribosome bactérien.

## Spécialité contenant de la midécamycine
- MOSIL[2]